# Школа воров 2
Школа воров 2 — итальянская комедия 1987 года, режиссёр Нери Паренти.

## Сюжет
Заключительная серия известной комедии «Школа воров». Тот же «дядя», теперь уже якобы натурально слепой, продолжает давить на личности и иметь свои проценты с набравших опыта в «Школе воров» наших обаятельных мошенников — Паоло Вилладжо и Массимо Болди. В этом приятном деле ему помогает очаровательная любовница, конечно якобы дочь персонажа Лино Банфи.

## В ролях
- Паоло Вилладжо